# В єдиному строю
«В єдиному строю» (кит. «风 从 东方 来») — радянсько-китайський художній фільм 1959 року, знятий режисерами Юхимом Дзиганом і Сюе Ганом.

## Сюжет
Фільм розповідає про один з епізодів надання братньої допомоги СРСР народу комуністичного Китаю. На спорудженні гідроелектростанції в Китаї зустрічаються старі друзі-робітники — Матвій і Ван Де-мін, які познайомилися ще на перших комуністичних суботниках в СРСР. Будівництво здійснюється в дуже важких умовах на підступній китайській річці, розлив якої загрожує зруйнувати все, що вже побудовано. Показана героїчна боротьба китайських і радянських будівельників зі стихією.

## У ролях
- Михайло Кондратьєв — В. І. Ленін
- Фан Тян — Ван Де-мін
- Іван Дмитрієв — Матвєєв
- Джи Лін — епізод
- Сергій Годзі — Свиридов
- Інна Кондратьєва — Олена
- Цуй Вей — секретар міськкому
- Пу Ке — Лі Гуан
- Вікторія Радунська — Галя
- Дзін Ма — епізод
- Хуей Джан — епізод
- Микола Макаренко — епізод
- Джи Хао — Чен Лін
- В. Соболевський — епізод

## Знімальна група
- Режисери — Юхим Дзиган, Сюе Ган
- Сценаристи — Вадим Кожевников, Юхим Дзиган, Сюе Ган, Лінь Шан
- Оператори — Аркадій Кольцатий, Дзе Бао
- Композитори — Микола Крюков, Хуан Лі
- Художники — Петро Кисельов, Тао Ван